# Bernardo de Miramón
Bernardo de Miramón fue un militar que nació en la segunda mitad del siglo XVIII y fue padre del también general Miguel Miramón.
Bernardo destacó en el final de la independencia mexicana específicamente en la redacción del Plan de Casa Mata, el cual desconocía a Agustín de Iturbide como emperador de México. Meses después, perteneció a la Masonería del Rito York. Falleció en la Ciudad de México entre 1845 y 1860. Fue sepultado en el Panteón de San Fernando.
Irónicamente, su hijo trato de instituir un imperio en México, pero fracaso y fue fusilado en 1867 junto con Maximiliano y Tomas Mejía en Querétaro.